# Чемпионат Европы по дзюдо 1953
Чемпионат Европы по дзюдо 1953 года прошёл 16 ноября в Лондоне (Великобритания).

## Общий медальный зачёт
| Место | Страна     | Золото | Серебро | Бронза | Всего |
| ----- | ---------- | ------ | ------- | ------ | ----- |
| 1     | Нидерланды | 2      | 0       | 0      | 2     |
| 2     | Франция    | 0      | 2       | 0      | 2     |
| Всего | Всего      | 2      | 2       | 0      | 4     |

## Медалисты

### Личное первенство
| Категория          | Золото                    | Серебро                 | Бронза |
| ------------------ | ------------------------- | ----------------------- | ------ |
| Открытая категория | Антон Гесинк (Нидерланды) | Бернар Паризе (Франция) |        |

### Командное первенство
| Категория          | Золото                                                                                               | Серебро                                                                                    | Бронза |
| ------------------ | --- | ------------------------------------------------------------------------------------------ | ------ |
| Открытая категория | Нидерланды · Ян де Вал · Антон Гесинк · Дик Конинг · Леопольд Кёрнер · Ян Рапмюнд · Пит ван ден Гест | Франция · Жак Бело · Андре Колонж · Анри Куртин · Бернар Паризе · Жан де Эр · Мишель Дюпре |        |